# Elodia (album)
Elodia is het zesde studioalbum van het Duitse muziekduo Lacrimosa. 

## Tracklist
Eerste act
1. "Am Ende der Stille"  - 08:08
2. "Alleine zu zweit" - 04:16
3. "Halt mich" - 04:00
4. "The Turning Point" (Anne Nurmi, Wolff) - 05:00

Tweede act
1. "Ich verlasse heut' Dein Herz" - 08:31
2. "Dich zu töten fiel mir schwer" - 08:00

Derde act
1. "Sanctus" - 14:13
2. "Am Ende stehen wir zwei" - 05:47